# Султан Хашим Ахмад
Султа́н Хаши́м Ахма́д ат-Таи́ (араб. سلطان هاشم‎; 1945 — 19 июля 2020) — иракский военный и государственный деятель, министр обороны Ирака (1995—2003) в правительстве Саддама Хусейна. Генерал армии.
Участвовал в ирано-иракской войне (1980—1988), командовал рядом соединений. Один из организаторов этнических чисток против курдов. В 1991 году во время войны в Персидском заливе возглавил иракскую делегацию на переговорах о прекращении огня. Руководил подавлением антиправительственных выступлений в 1991 году.
После вторжения в Ирак в 2003 году осуждён иракским судом за военные преступления. Умер в заключении.

## Биография

### Ранние годы
Султан Хашим Ахмад родился в 1945 году в Мосуле.
В 1975 году окончил Национальный институт безопасности в Багдаде по специальности «военная разведка».

### Министр обороны Ирака
В 1980—1988 годах участвовал в войне против Ирана, последовательно командовал рядом соединений от полка до бригады. Закончил войну командующим 1-м армейским корпусом в звании генерала армии (в тот период времени — наиболее крупное из соединений иракских сухопутных войск). В этом качестве на заключительном этапе войны был одним из организаторов операции «Анфаль» (1988) — этнических чисток против иракских курдов. Султан Хашим Ахмед имел репутацию одного из самых компетентных иракских командующих и пережил чистки офицерского состава.
Во время войны в Персидском заливе зимой 1991 года был командующим 3-м корпусом иракской армии. После разгрома иракских войск в марте 1991 года подписал с командующим Многонациональными силами Норманом Шварцкопфом в Сафване соглашение о прекращении огня. После того, как Ирак весной-летом 1991 года охватили массовые антиправительственные выступления, Султан Хашим Ахмад активно участвовал в их подавлении силами армии.
В апреле 1995 года генерал Султан Хашим Ахмад был назначен начальником штаба сухопутных сил, а в июле того же года — министром обороны Ирака. Должность министра обороны в данный период во многом носила формальный характер и не означала какого-либо контроля над вооруженными силами, который сконцетрировал в своих руках Саддам Хусейн.

### Арест
Задолго до начала второй иракской войны, в феврале 2003 года, газета «Гардиан» сообщила, что министр обороны помещён под домашний арест. Но он продолжал выступать по телевидению. Спустя неделю переговоров, 19 сентября 2003 года он сдался в Мосуле бойцам 101-й воздушно-десантной дивизии.

### Трибунал
Султан Хашим Ахмад, с рядом других соратников Саддама, предстал перед специальным иракским трибуналом по делу Анфаль в августе 2006 года.
24 июня 2007 года он был приговорён к смертной казни через повешение за военные преступления против человечности. Его казнь была запланирована на 11 сентября 2007 года, но американская сторона отказалась выдать его иракским властям.
2 декабря 2008 года иракский трибунал приговорил Султана Хашима к 15 годам тюремного заключения за подавление восстания шиитов в 1991 году.
Умер от сердечного приступа в тюрьме 19 июля 2020 года.